# Полиэн
Полиэн (греч. Πoλύαινoς, лат. Polyaenus) — древнегреческий писатель из Древней Македонии, автор сочинения «Военные хитрости» (греч. Στρατηγήματα).
Полиэн жил в Риме, выступал оратором в римских судах, представлял судебные дела перед императором. Свой труд, сборник военных хитростей, он посвятил императорам Марку Аврелию и Луцию Веру примерно в 163 году, когда они были вовлечены в войну с Парфией. По словам писателя, в то время он был слишком стар, чтобы сопровождать императоров в походе.
Сборник состоит из 8 книг, причем 6 из них описывают деяния греков, 7-я варваров и только 8-я книга посвящена римлянам и женщинам разных народов. Из 900 стратегем, или военных хитростей, до нас дошли 833. Стратегемы содержат большое количество анекдотов в отношении известных исторических личностей, отражая в то же время факты истории. Историческая ценность анекдотов в известной мере ослаблена тем, что Полиэн не упоминает, откуда он взял тот или иной эпизод. Его как автора интересовало в первую очередь прикладное значение военных уловок. Вопросы истории, равно как и герои его сочинения, отходили на второй план.
В византийское время существовали конспекты труда Полиэна, но сам он практически не цитировался византийскими авторами. Полиэн написал несколько других трудов, которые не дошли до нашего времени.
Книга Полиэна дошла к нам из античности в виде копии XIII века, этот экземпляр хранится в библиотеке во Флоренции. Полиэн был впервые напечатан в латинском переводе в Базеле, в 1549 г. Греческий оригинал текста напечатан позднее, в 1589 г.

## Переводы
На английский язык сочинение перевел E. Shepherd в 1793 г.
Русские переводы:
- Стратегемы Полиена,  заимствованные из сочинений разных авторов, писавших о важнейших древних полководцах, героях и знаменитых женщинах. Архивная копия от 22 августа 2015 на Wayback Machine. / Пер. Д. Паппадопуло. СПб., 1842. 575 стр.
- Полиэн. Стратегемы. / Пер. О. Ю. Владимирской (кн. I), группы под ред. А. Б. Егорова (кн. II), Л. Д. Бондарь (кн. III), М. М. Холода и Т. В. Антонова (кн. IV), И. В. Косинцевой (кн. V и VII), А. Б. Егорова (кн. VI и VIII). Под общ. ред. А. К. Нефёдкина. СПб., Евразия, 2002. 608 стр.
- Полиэн. Стратегемы. / Пер. О. Ю. Владимирской (кн. I), А. И. Климина (кн. II), Л. Д. Бондарь (кн. III), М. М. Холода и Т. В. Антонова (кн. IV), И. В. Косинцевой (кн. V и VII), А. Б. Егорова (кн. VI и VIII). Под общ. ред. А. К. Нефёдкина. 2-е изд. СПб., Евразия, 2021. 768 стр.